# Montbéliard
Montbéliard (deutsch veraltet Mömpelgard) ist eine französische Stadt mit 25.516 Einwohnern (Stand 1. Januar 2022) im Département Doubs in der Region Bourgogne-Franche-Comté.
Der frühere deutsche Name „Mömpelgard“ beruht auf der 400-jährigen Zugehörigkeit zum weltlich-historischen Territorium des Hauses Württemberg.

## Geografie
Der Ort liegt an der Mündung der Lizaine in den Unterlauf der Allaine, bevor diese wenige Kilometer südlich in den Doubs mündet. Die Stadt ist Sitz einer Unterpräfektur im Norden des Départements Doubs nahe der Grenze zum Nachbardepartement Territoire de Belfort etwa 15 Kilometer südlich von dessen Hauptstadt Belfort. Die als Burgundische Pforte bekannte Landschaft ist von niedrigen, meist langgezogenen Hügeln bestimmt, die von weiten Flusstälern getrennt sind. Die Entfernung zu den südlichen Ausläufern der Vogesen und den Erhebungen des französischen Jura beträgt jeweils etwa 25 Kilometer.

## Bevölkerung
| Jahr                       | 1962   | 1968   | 1975   | 1982   | 1990   | 1999   | 2006   | 2016   | 2020   |
| Einwohner                  | 21.699 | 23.908 | 30.425 | 31.836 | 29.005 | 27.570 | 26.535 | 25.304 | 25.726 |
| Quellen: Cassini und INSEE |        |        |        |        |        |        |        |        |        |

Zu Beginn der 1960er-Jahre konnte Montbéliard ein starkes Bevölkerungswachstum verzeichnen, das bis Mitte der 1970er-Jahre anhielt und sich dann deutlich verlangsamte. Seit Anfang der 1980er-Jahre ging die Einwohnerzahl durch Abwanderung wieder merklich zurück. Bei der Volkszählung 1999 lebten 27.570 Einwohner in der Stadt. Die Einwohnerzahl in der Unité urbaine verlief hierzu parallel. Nach einem starken Anstieg ging auch dort die Gesamtbevölkerung bis 1999 wieder auf 114.670 Einwohner zurück. Die Ballungsgebiete von Montbéliard und der nördlichen Nachbarstadt Belfort liegen sehr nahe beisammen. Insgesamt leben über 300.000 Einwohner in diesem Großraum.

## Geschichte

### Mittelalter

Stadtwappen 1470

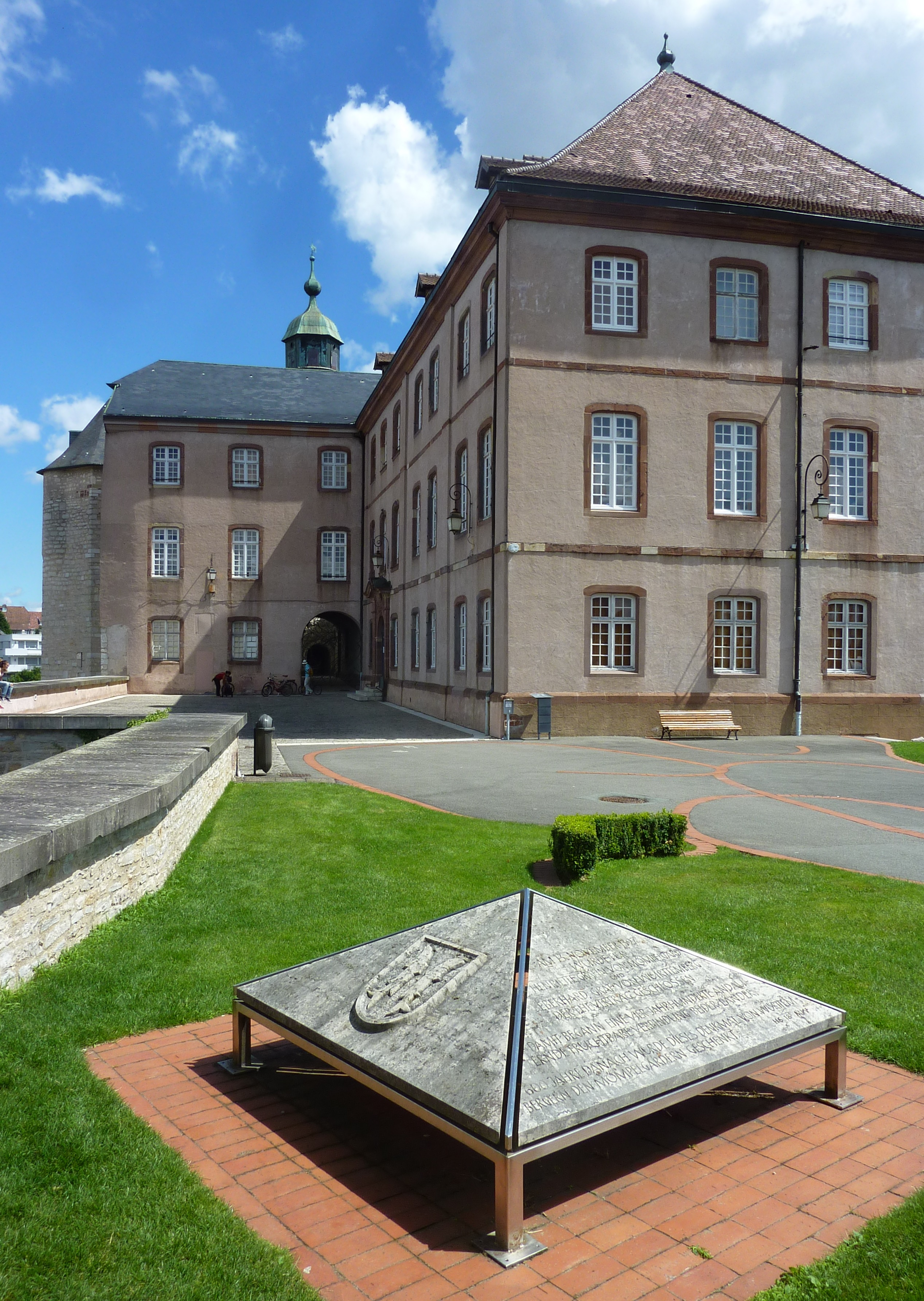
Pyramide auf der Terrasse von Schloss Montbéliard von Markus Wolf (1997)

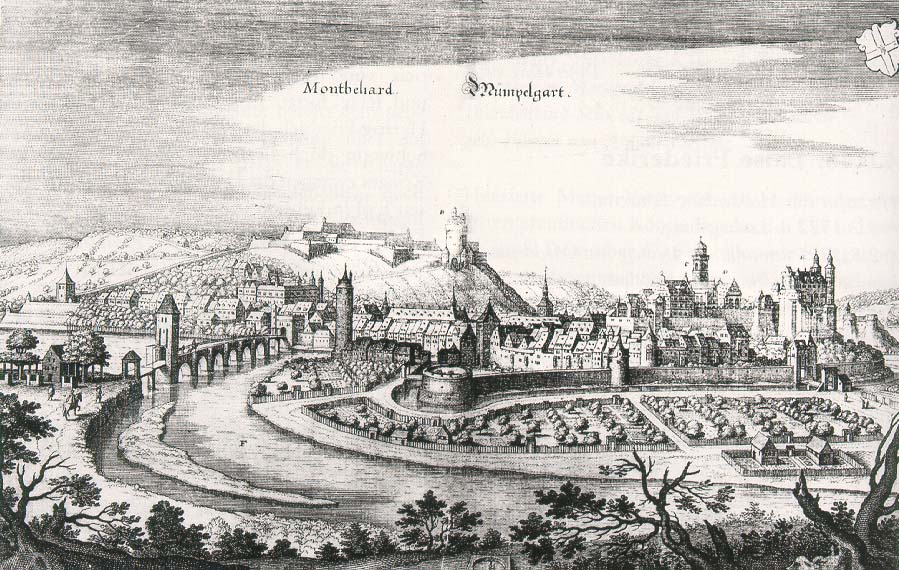
Grafschaft Württemberg-Mömpelgard um 1600

Die erste urkundliche Erwähnung der Stadt („Mons Biliardi“ bzw. „Mons Biliardae“ oder nach anderen Quellen „Mons Peligardi“) datiert aus dem Jahr 985; sie soll bereits damals befestigt gewesen sein und bildete bald das Zentrum der Grafschaft Mömpelgard.
Durch das von seinem Vater Graf Eberhard III. abgegebene Eheversprechen des späteren Grafen Eberhard IV. (1415–1417) mit Gräfin Henriette von Mömpelgard (Haus Montfaucon) kam Montbéliard 1397 an das Haus Württemberg, da Henriettes Vater Heinrich von Mömpelgard ohne männliche Erben blieb. Der deutsche Name taucht erstmals 1464 als Mümppellgart auf (1495 Mümpelgart, 1603 Mömpelgart). Im Wappen der Herzöge von Württemberg erscheinen die Barben (Fische) von Mömpelgard bis 1817.
In der Folgezeit gelang es dem Hause Württemberg weder die französischen Besitzungen auszudehnen und zu einer geschlossenen Exklave zu arrondieren noch der Lückenschluss zwischen Kernwürttemberg (um Stuttgart) und Mömpelgard, was der geografischen Lage geschuldet war, da zwischen Stuttgart und Montbéliard sich mit Österreich und Frankreich die stärksten Militärmächte ihrer Zeit befanden. Während die Grafschaft Württemberg geteilt war, trat Graf Eberhard V., genannt Eberhard im Bart, 1473 alle linksrheinischen württembergischen Besitzungen – neben der Grafschaft Mömpelgard auch die Herrschaften Reichenweiher (Riquewihr) und Horburg an seinen Vetter Heinrich von Württemberg ab, so dass nun ein eigener Regent im Schloss in Montbéliard saß. Allerdings war die Herrschaft durch Machtansprüche Burgunds ständig bedroht. Im Münsinger Vertrag von 1482, der das geteilte Land wieder vereinigte, fielen die linksrheinischen Besitzungen wieder an Herzog Eberhard im Bart.

### Neuzeit
Herzog Ulrich versuchte bereits im Jahr 1524 die Reformation einzuführen, deren treibende Kraft Guillaume Farel war. Als Farel aus Württemberg vertrieben worden war, hatte er hier Zuflucht gefunden. Die Einführung der Reformation scheiterte jedoch zunächst am Widerstand des Erzbischofs von Besançon. Im Jahre 1537/38 konnte jedoch schließlich die erste evangelische Kirchenordnung (in französischer Sprache) veröffentlicht werden. Seit der Reformation war Montbéliard damit eine lutherische Enklave inmitten einer katholischen Umgebung. Die Pfarrer für Mömpelgard und Horburg-Reichenweiher wurden mit den württembergischen Theologen im „Stift“ an der Universität Tübingen ausgebildet. Durch das gemeinsame lutherische Bekenntnis entstand eine starke Verbindung zwischen Württemberg und den elsässischen Gebieten, obwohl die württembergischen Herzöge zeitweise wieder eigene Regenten aus den Nebenlinien des Hauses einsetzten. Immer blieben vor allem die Herrschaften um Mömpelgard von Frankreich bedroht. Allerdings gingen von ihnen auch wichtige kulturelle Impulse aus. Im 17. Jahrhundert befestigte der bedeutende württembergische Baumeister Heinrich Schickhardt die Residenzstadt Mömpelgard und erbaute neben anderen bedeutenden Bauten wie dem Renaissance-Schloss in der Stadtmitte von 1601 bis 1607 die große lutherische Kirche, den Temple Saint-Martin. Der Dachreiter kam 1677 hinzu.
Der Dreißigjährige Krieg stürzte auch die linksrheinischen württembergischen Gebiete in tiefes Elend. Die wirtschaftliche Lage war verheerend, und in der Folgezeit suchte Frankreich im Zuge der Eroberungspolitik unter König Ludwig XIV. auch die württembergischen linksrheinischen Besitzungen unter seine Herrschaft zu bringen.
Seit 1617 regierte wieder ein Zweig der Herzöge von Württemberg in Mömpelgard. Staatsrechtlich war Mömpelgard unabhängig von Württemberg, es entsandte keine Abgeordneten in den württembergischen Landtag. Der letzte Herzog Leopold Eberhard versuchte absolutistisch zu regieren, was zu schweren Spannungen führte. Als Ludwig XIV. die Anabaptisten aus seinem Reich vertrieb, lud der Herzog Leopold Eberhard von Württemberg-Mömpelgard diese ein, sich in  seinem Territorium niederzulassen. Sie siedelten sich südlich der Stadt Montbéliard an, der neue Stadtteil wurde später „Petite-Hollande“ (Klein Holland) genannt, nach einem Hof, dessen Familie ihn zu Ehren von Menno Simons so genannt hat.

Stadtwappen 1825

Nach seinem Tod 1723 fiel Mömpelgard wieder an die Stuttgarter Linie des Hauses Württemberg; allerdings waren alle Herrschaften noch bis 1736 von Frankreich besetzt. Die letzten Jahrzehnte der württembergischen Herrschaft verliefen ruhig. Ab 1769 residierte Friedrich Eugen von Württemberg in Mömpelgard und hielt vor den Toren der Stadt in Étupes Hof, von wo aus er einige seiner Kinder sehr vorteilhaft verheiraten konnte. Die Tochter, Herzogin Sophie Dorothee, wurde 1776 als Maria Fjodorowna Gattin des Zaren Paul I. von Russland. Die Baronin Henriette von Oberkirch beschreibt in ihren Memoiren das Leben am Mömpelgarder Hof und die Jugend von Maria Fjodorowna.
Im Zuge der Französischen Revolution kam es seit 1789 in den württembergischen Herrschaften zu Aufständen. Die revolutionäre Schreckensherrschaft tobte auch hier. Seit 1793 waren Stadt und Grafschaft Mömpelgard endgültig in französischer Hand. 1796 trat Friedrich Eugen, inzwischen Herzog von Württemberg, die linksrheinischen Herrschaften im Pariser Sonderfrieden an Frankreich ab. Dafür erhielt der Herzog von Württemberg 1803 unter dem Einfluss Napoleons durch den Reichsdeputationshauptschluss große weltliche und geistliche Gebiete in Südwestdeutschland.
Obwohl die heutigen Einwohner der früheren linksrheinischen Herrschaften französische Staatsbürger sind, ist die ehemals württembergische Tradition weiterhin sichtbar. Es gibt Bauwerke, die an die einstige Herrschaft erinnern. Vor allem in der lutherischen Ausrichtung der Städte und Dörfer hat sich eine Eigenart erhalten, die auf die einstige württembergische Zugehörigkeit zurückgeht. Als erste deutsch-französische Städtepartnerschaft nach dem Zweiten Weltkrieg entstand hier eine Verbindung zwischen Ludwigsburg und Montbéliard. Beide Städte sind ehemalige Residenzen der Herzöge von Württemberg. Zudem werden von der lutherischen Evangelischen Landeskirche in Württemberg auch heute noch Pfarrer zur Unterstützung der lutherischen Gemeinden entsandt.
Als sich Frankreich im Zweiten Weltkrieg unter deutscher Besatzung befand, zeigte der Priester Jean Flory eine Geste der Solidarität mit den vom Vichy-Regime mit antisemitischen Gesetzen diskriminierten Juden. An der Mitternachtsmesse ließ er die Chorkinder ein Jesuskind mit „Judenstern“ tragen. Auch Maria und Josef trugen den gelben Stern. Flory war Autor der verbotenen Zeitschrift Cahiers du Témoignage chrétien des Résistance-Unterstützers und Jesuiten Pierre Chaillet. Am 17. November 1944 wurde Montbéliard von der französischen Armee unter General Béthouard befreit.

## Verwaltung

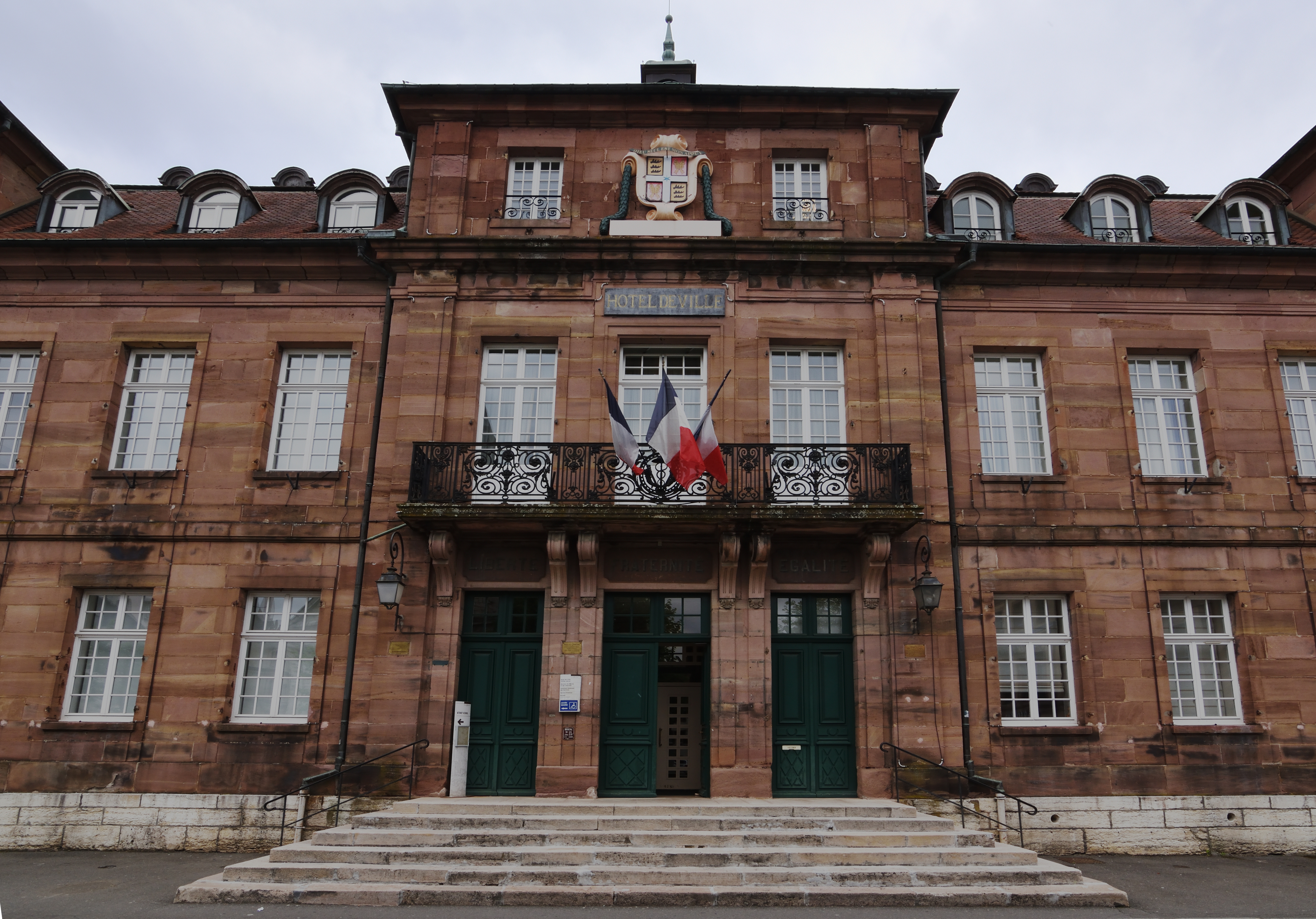
Rathaus

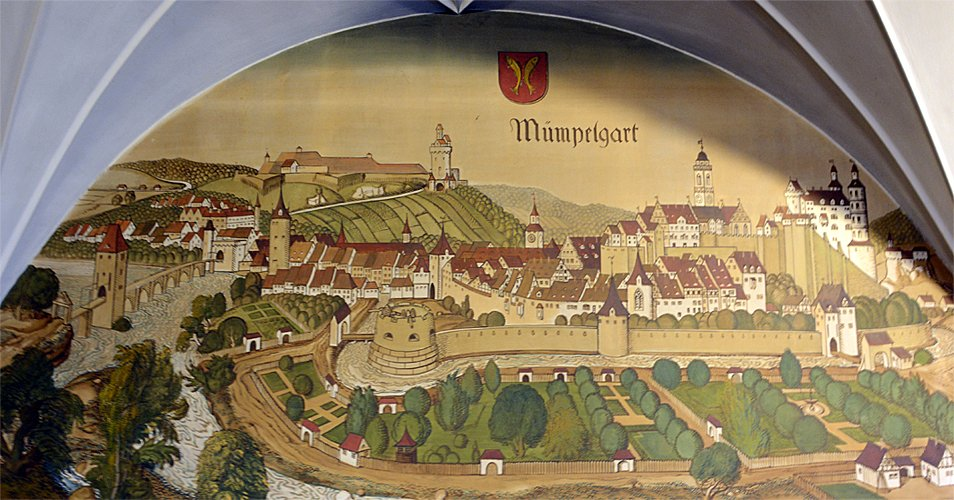
Gemälde der Stadt „Mümpelgart“ im Kloster Bebenhausen

Montbéliard ist Sitz der Unterpräfektur des Arrondissements Montbéliard.
Die Stadt Montbéliard ist Sitz des Kommunalverbandes Pays de Montbéliard Agglomération.
Die Stadt Montbéliard und die Communauté d’Agglomération sind auch Teile des Ballungsraumes Belfort-Montbéliard-Héricourt-Delle (Syndicat mixte de l’aire urbaine Belfort-Montbéliard-Héricourt-Delle).

## Wirtschaft und Infrastruktur
Montbéliard besitzt einen Bahnhof an der am 1. Juni 1858 eröffneten Eisenbahnstrecke Belfort–Besançon–Dole.
Ab dem 29. Juni 1868 zweigte von der Strecke Belfort–Dole die Strecke Montbéliard–Audincourt–Morvillars–Delle ab; der Personenverkehr auf dieser wurde bereits 1938 eingestellt. Zwischen 1969 und 1993 wurde schrittweise auch der Güterverkehr auf der Zweigstrecke eingestellt, daher wurden einzelne Abschnitte der Strecke abgetragen; die Strecke ist inzwischen nicht mehr befahrbar.
Das größte Werk der Automarke Peugeot sowie das Peugeot-Museum befinden sich im benachbarten Sochaux, wobei das Peugeot-Werk zum Teil auf dem Gebiet von Montbéliard liegt. Insgesamt sind in der Gegend ca. 34.000 Mitarbeiter direkt oder indirekt bei Peugeot beschäftigt.

## Kultur und Sehenswürdigkeiten

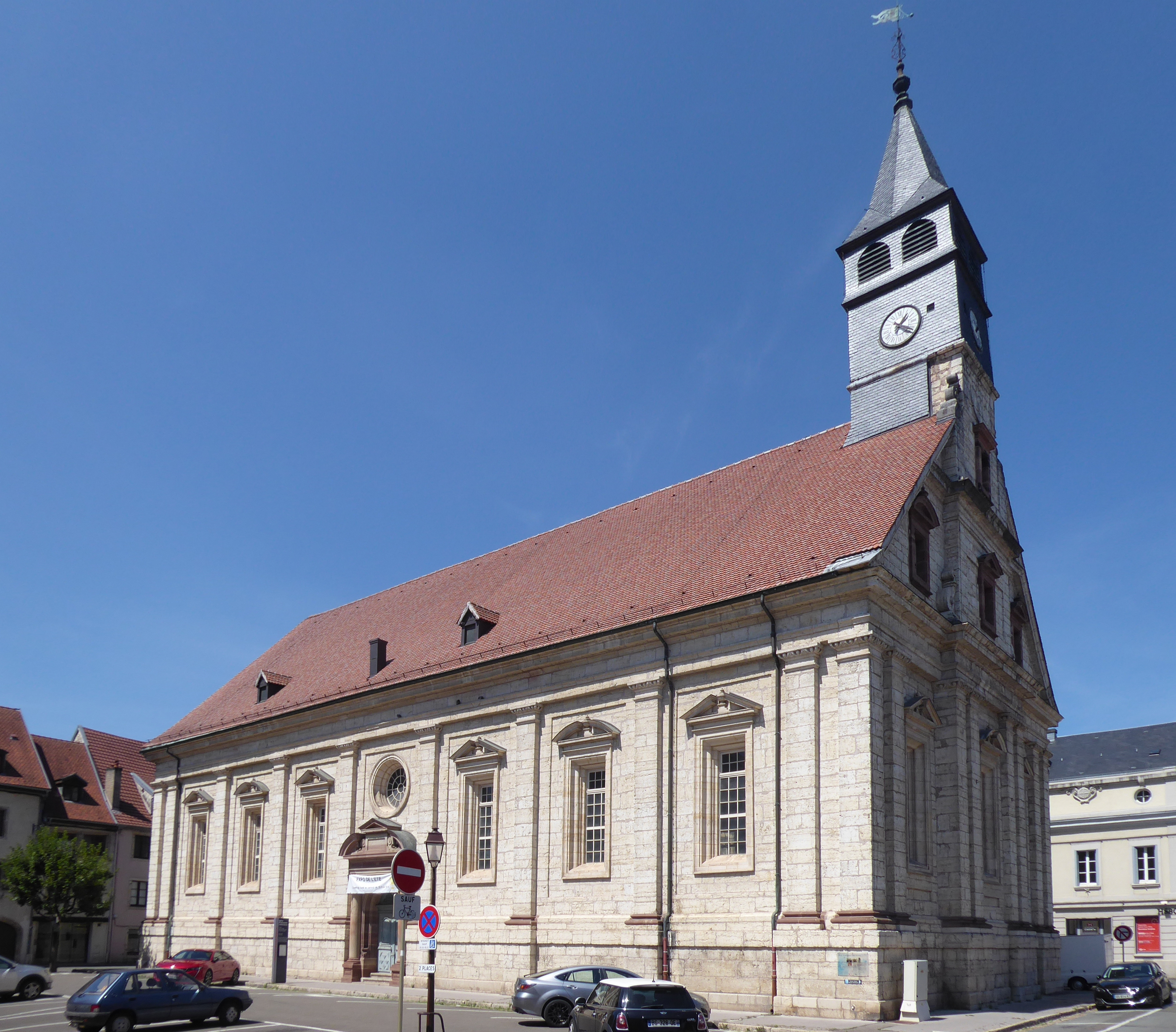
Temple Saint-Martin

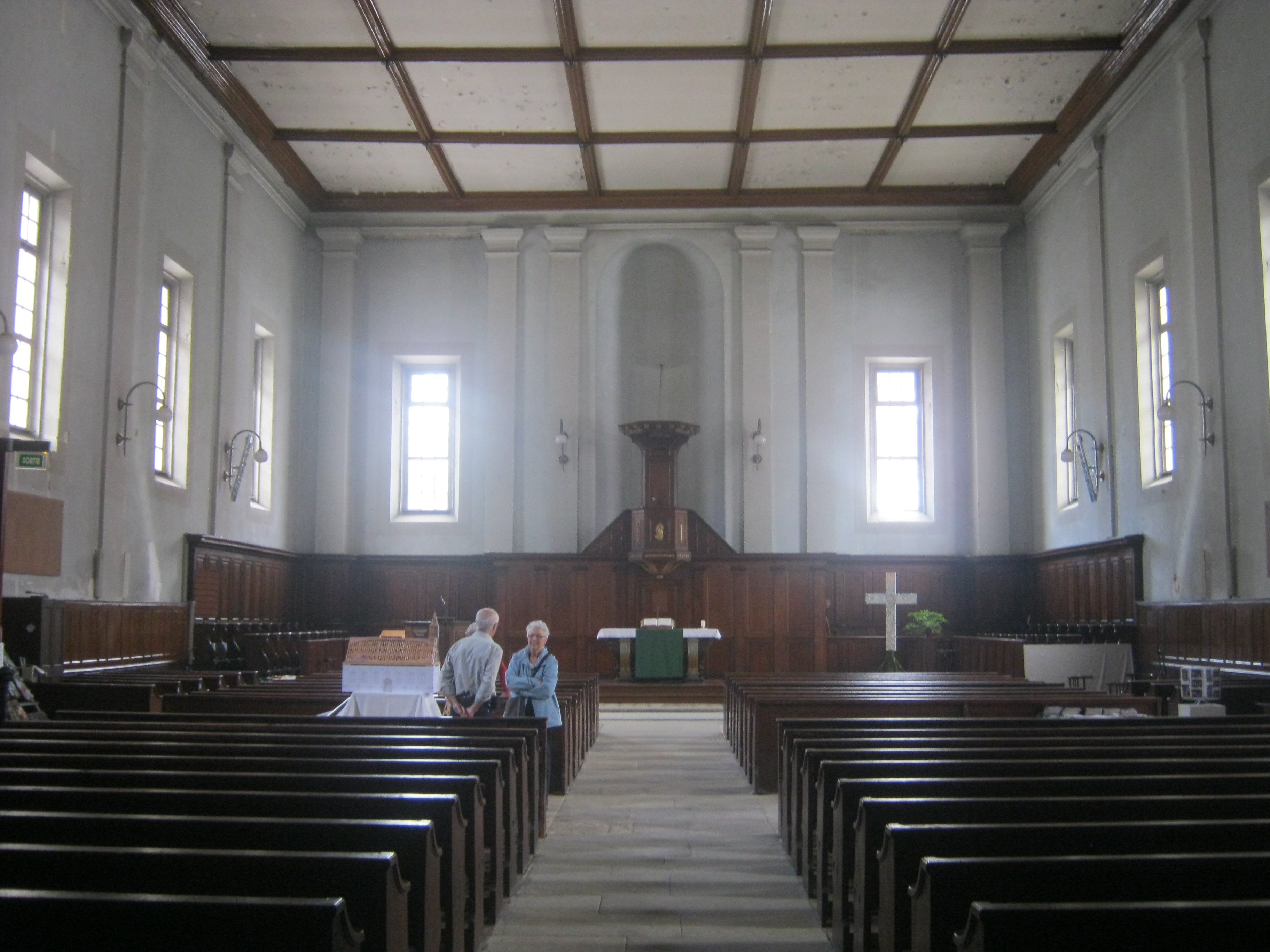
Altarraum im Temple Saint-Martin

Montbéliard ist bekannt für eine geräucherte Schweinswurst, die Saucisses de Montbéliard, deutsch „Würstchen nach Montbéliard-Art“.
2024 war das Pays de Montbéliard Kulturhauptstadt Frankreichs.
- Schloss Montbéliard (Château des Ducs de Wurtemberg), 13. Jahrhundert, mit den Türmen Henriette (1424) und Frédéric (1595), heute naturkundliches und archäologisches Museum
- Vogtshaus (auch unter dem Namen Kavaliersgebäude bekannt), nach Plänen von Heinrich Schickhardt erbaut
- Temple Saint-Martin (erste lutherische Kirche Frankreichs), 1601–1607, Architekt: Heinrich Schickhardt
- Les Halles, 16. Jahrhundert
- Hôtel de Franquemont, erbaut 1559
- Hôtel Beurnier-Rossel, 1773, Architekt: Philippe de La Guêpière, heute Kunst- und Geschichtsmuseum
- Hôtel de Ville, 1778
- Auberge du Lion Rouge, 13. Jahrhundert
- Saint-Maimboeuf (katholische Kirche), 1850–1875
- Lion de Peugeot, Geschäftshaus aus dem Jahr 1909
- Synagoge, erbaut 1888

## Städtepartnerschaften
- Das ehemals württembergische Montbéliard pflegt seit dem Jahr 1950 eine Städtepartnerschaft mit Ludwigsburg in Baden-Württemberg. Es war nur fünf Jahre nach dem Ende des Zweiten Weltkriegs der erste Abschluss einer deutsch-französischen Städtepartnerschaft. Zudem ist die württembergische Hirschstange im Wappen der Grafschaft Württemberg-Mömpelgard.
- Eine weitere Partnerschaft besteht mit Greensboro im US-amerikanischen Bundesstaat North Carolina.

## Persönlichkeiten

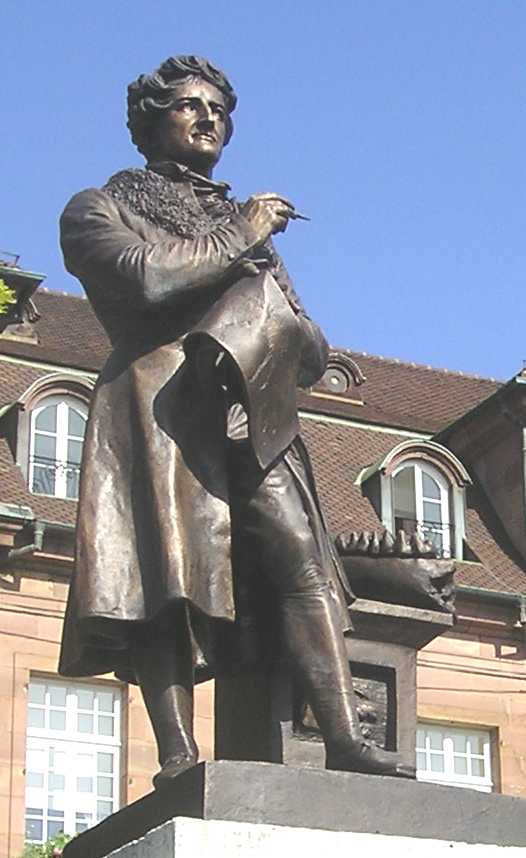
Georges-Cuvier-Denkmal in Montbéliard

- Daniel Tossanus der Ältere (1541–1602), reformierter Theologe
- Nicolaus Taurellus (Öchslin) (1547–1606), deutscher Philosoph und Theologe
- Sabina von Württemberg (1549–1581), Prinzessin von Württemberg und durch Heirat Landgräfin von Hessen-Kassel
- Friedrich I. von Württemberg (1557–1608), sechster Herzog von Württemberg
- Heinrich Schickhardt (1558–1635), württembergischer Baumeister der Renaissance
- Johann Friedrich von Württemberg (1582–1628), siebter Herzog von Württemberg
- Sibylla Elisabeth von Württemberg (1584–1606), Prinzessin von Württemberg, durch Heirat Herzogin von Sachsen
- Ludwig Friedrich von Württemberg-Mömpelgard (1586–1631), Herzog von Württemberg-Mömpelgard
- Julius Friedrich von Württemberg-Weiltingen (1588–1635), Herzog von Württemberg
- Daniel Tossanus der Jüngere (1590–1655), reformierter Theologe
- Nicolas Tournier (1590–ca. 1638), Maler
- Leopold Friedrich von Württemberg-Mömpelgard (1624–1662), Begründer einer Seitenlinie des württembergischen Herzogshauses und Herzog von Württemberg-Mömpelgard
- Wolf Christoph Zorn von Plobsheim (1655–1721), Baumeister des Barock
- Julius Friedrich Scharffenstein (1689–1756), evangelischer Geistlicher, Pädagoge, Schriftsteller, Übersetzer und Publizist
- Johann Georg Duvernoy (1691–1759), Anatom und Zoologe
- Claudius von Sincère (1696–1769), k. k. Feldzeugmeister
- Leopold Eberhard Bonsen (1699–1788), lutherischer Theologe
- Johann Leonhard Parrot (1755–1836), württembergischer Staatsbeamter, Historiker und Sprachforscher
- Georg Friedrich von Scharffenstein (1760–1817), württembergischer Generalleutnant
- Frédéric Duvernoy (1765–1838), Hornist, Musikpädagoge und Komponist
- Charles Duvernoy (1766–1845), Klarinettist, Musikpädagoge und Komponist
- August Eberhard von Georgii (1768–1826), württembergischer Generalmajor
- Georg Friedrich Parrot (1767–1852), Physiker und Universitätsprofessor
- Georges Cuvier (1769–1832), Naturforscher, Begründer der wissenschaftlichen Paläontologie und der vergleichenden Anatomie
- Alexander Friedrich Karl von Württemberg (1771–1833), württembergischer Prinz, russischer Politiker und General
- Heinrich Friedrich Karl von Württemberg (1772–1838), württembergischer Prinz
- Frédéric Cuvier (1773–1838), Zoologe und Physiker
- Charles Léopold Eberhard Duvernoy (1774–1850), Historiker und Archivar
- Charles Léopold Laurillard (1783–1853), Zoologe und Paläontologe, sowie Assistent und Sekretär von Georges Cuvier
- Johann Georg von Sontheim (1790–1860), General und Kriegsminister des Königreichs Württemberg
- Johann Georg Friedrich Reichenbach (1791–1873), Kaufmann
- Eugène Haag (1808–1868), Historiker des Protestantismus
- Émile Haag (1810–1865), Historiker des Protestantismus
- Pierre-Frédéric Dorian (1814–1873), Politiker und Reidemeister
- Henri Mouhot (1826–1861), Naturalist und Forschungsreisender
- Ludovic Feuillet (1880–1955), Radrennfahrer und Sportlicher Leiter
- Jules-Émile Zingg (1882–1942), Maler, Zeichner und Grafiker
- Geneviève Gallois (1888–1962), Benediktinerin und Künstlerin
- Helene Haluschka (1892–1974), österreichische Schriftstellerin
- Maurice Deloraine (1898–1991), Ingenieur, Erfinder des Funkpeilgerätes HF/DF („Huff-Duff“)
- Paul Barguet (1915–2012), Ägyptologe
- Jean Duvernoy (1917–2010), Jurist und Mediävist
- René Thom (1923–2002), Professor für Mathematik
- Jacques Morgantini (1924–2019), Aufnahmeleiter, Promoter und Musikhistoriker
- Bertrand Stern (* 1948), deutscher Autor
- Dominique Voynet (* 1958), Politikerin der Grünen
- Frank Darabont (* 1959), US-amerikanischer Drehbuchautor und Filmregisseur
- Vincent Tavenne (* 1961), Künstler und Bildhauer
- Sophie Montel (* 1969), Politikerin
- Adrien Mörk (* 1979), Profigolfspieler
- Pierre-Alain Frau (* 1980), Fußballspieler
- Lucie Lefèvre (* 1983), Cyclocrossfahrerin
- Arthur Vichot (* 1988), Radrennfahrer
- Alice Finot (* 1991), Leichtathletin
- Aurélie Chaboudez (* 1993), Leichtathletin
- Pablo Pagis (* 2002), Fußballspieler